# Юклс, Мирл Ладерман
Мирл Ладерман Юклс (1939, Денвер, Колорадо, США) — художница из Нью-Йорка, известная своими феминистическими взглядами, которые связывают идею процесса в концептуальном искусстве с бытовым и гражданским «обслуживанием».

## Биография
М. Юклс родилась в Денвере, Колорадо. Она родилась в еврейской семье и является дочерью раввина. Будучи студенткой, она изучала историю и международные исследования в Барнардском колледже, а затем начала свою художественную подготовку в Институте Пратта в Нью-Йорке.
В 1969 году она написала манифест под названием «Манифест обслуживания искусства» как предложение для выставки «Забота», оспаривающий «традиционную» роль женщины и провозглашающий себя «обслуживающей художницей». Помимо «личного» или бытового обслуживания, манифест также касался «общего» или общественного обслуживания и обслуживания земли, например, проблемы загрязнение воды. Её выставки были направлены на то, чтобы привлечь внимание к низкому культурному статусу обслуживающих работ, обычно отсутствующей или минимальной заработной плате домохозяек. Обслуживание для Юклс включает в себя домашние дела, на которых держится хозяйство, такие как приготовление пищи, уборка и воспитание детей, — и во время своих выставок она выполняла те же задачи, которые она выполняла в своей повседневной жизни, в том числе развлекала гостей.
Некоторые из её выступлений в 1970-х годах были связаны с обслуживанием художественных пространств, в том числе Уодсворт Атенеум.
С 1977 года она была художницей (бесплатно) в резиденции департамента санитарии города Нью-Йорка.
В 2019 году она получила премию Фрэнсиса Дж. Гринбургера как художница, которая внесла необычайный вклад в мир искусства, но не получила широкую известность.

## Концепция
Роль художника для Юклс — это роль активиста: предоставление людям возможности действовать и изменять общественные ценности и нормы. Идея вытекает из феминистского оспаривания привилегированного и гендерного представления о независимом художнике. Для Юклс искусство не является фиксированным и окончательным, а представляет собой непрерывный процесс, который связан с повседневной жизнью. Её «Манифест обслуживания искусства» провозглашает проникновение в искусство повседневных дел. Домашняя работа, которую она выполняла, стала известна в первую очередь благодаря её роли художника и матери в 70-х годах. После рождения своего первого ребенка в 1968 году Юклс думает, что её публичная идентичность как художника вышла на второе место из-за общественного восприятия роли матери.

### Манифест искусства технического обслуживания 1969 года!
Первоначально написанный как предложение к выставке под названием «Забота», Манифест искусства обслуживания подчеркивает, что обслуживание — поддержание чистоты, работоспособности и ухода за вещами — является творческой стратегией. Манифест появился после того, как Юклс родила своего первенца. Внезапно ей пришлось совмещать работу художницы и матери, и у нее стало мало времени на создание произведений искусства. Она отметила, что знаменитым артистам-мужчинам, которыми она восхищалась, никогда не приходилось идти на такие жертвы. Она описала это чувство и прозрение, которые привели к созданию манифеста, следующим образом: «Я чувствовала себя двумя разными людьми...свободные художники и мать / подсобный рабочий...Никогда в жизни я не работала так усердно, пытаясь сохранить вместе двух людей, которыми я стала. И все же люди говорили мне, когда видели, как я толкаю свою детскую коляску: «Ты что-нибудь делаешь?»...Тогда на меня снизошло озарение... У меня есть свобода называть техническое обслуживание искусством. Я могу противопоставить свободу ее предполагаемой противоположности и назвать это искусством. Я называю необходимость искусством».
Манифест состоит из двух основных частей:
1. В первой части (в рубрике «Идеи») она проводит различие между двумя базовыми системами «Развития» и «Поддержания», где первая ассоциируется с «чистым индивидуальным творчеством», «новым», «переменами», а задача второй - «смахнуть пыль с чистого индивидуального творения, сохранить новое, поддержать перемены». Она спрашивает: «После революции кто будет убирать мусор в понедельник утром?». Это противоречит модернистской традиции, в которой оригинальность художника выдвигается на первый план, а обыденная материальная реальность повседневной жизни художника игнорируется.
2. Вторая часть описывает ее предложение относительно выставки и состоит из трех частей: часть первая: личная, часть вторая: общая и часть третья: уход за Землей. Она начинается с заявления «Я художница. Я женщина. Я жена. Я мать. (В случайном порядке) Я чертовски много стираю, убираю, готовлю, обновляю, поддерживаю, сохраняю и т.д. Также я «занимаюсь» искусством. Теперь я буду просто делать эти повседневные вещи и доводить их до сознания, выставлять их как Искусство МОЯ РАБОТА И БУДЕТ РАБОТОЙ»

### Сенсорная санитария(1979-80)
Сенсорная санитария - один из самых амбициозных ранних проектов Ukeles и важная веха в истории перформанс-искусства. Спустя почти год Ukeles встретился с более чем 8500 сотрудниками Департамента санитарии Нью-Йорка, пожал руку каждому из них и сказал: «Спасибо, что поддерживаете жизнь Нью-Йорка». Она документировала свою деятельность на карте, тщательно записывая свои разговоры с рабочими. Укелес задокументировала личные истории рабочих в попытке изменить некоторые негативные слова, используемые в публичной сфере общества, используя свое искусство как средство перемен, чтобы бросить вызов общепринятым стереотипам.

## Работы
- «Манифест обслуживания искусства 1969 года! Предложение для выставки „CARE“» — предложение о выставке демонстрации работ по обслуживанию как современного искусства, которое было опубликовано в Artforum в 1971 году.[8][13] Затем Юклс приняла участие в передвижной выставке Люси Липпард для концептуальных художников-женщин «c. 7,500» (1973-74), а также в четырнадцати других выставках и мероприятиях в музеях, в том числе в Уодсворт Атенеум.[14]
- «Maintenance Art Tasks (1973)» — коллекция фотографий домашних занятий, выполненных Мирл Ладерман Юклс и её мужем, с 12 до 90 снимками на занятие.[15]
- «Maintenance Art Tasks performances at the Wadsworth Atheneum», 1973 — В течение 1973 года Ладерман исполнила такие перфомансы как «Хранение ключей» (20 июля 1973 года), «Передача: обслуживание предмета искусства: обслуживание мумии: с обслуживающим персоналом, обслуживающим художником и консерватором музея» (20 июля 1973 года)[16]
- «Washing/Tracks/Maintenance: Inside and Washing/Tracks/Maintenance: Outside» (23 июля 1973 года) в Уодсворт Атенеум.[2][17]
- «Hartford Wash: Washing/Tracks/Maintenance: Outside» (1973)[2][18]
- «Hartford Wash: Washing/Tracks/Maintenance: Inside» (1973)[2]
- «Touch Sanitation» (1978-80)[3]:271
- «The Work Ballets», семь балетов для крупногабаритной техники, которые проходили с перерывами между 1983 и 2013 годами в Роттердаме, Нью-Йорке, Живорсе, Питтсбурге и Этиго-Цумари. Они являются предметом первой монографии Юклс, опубликованной Sternberg Press в 2015 году под редакцией Кари Конте.[19]
- «Turnaround Surround», «Стеклянная дорожка» в парке Данехи в Северном Кембридже, штат Массачусетс. Парк построен на месте свалки, закрытой в 1972 году. (1997—2002).[20]

## Публикации
Автор
- «A Journey: Earth/City/Flow.» Art Journal (Лето 1992): 12-14.
- «Maintenance Art Activity (1973).» Documents 10 (Осень 1977):8.
- «Manifesto For Maintenance Art 1969! Proposal for an exhibition 'Care'.»; Первоначально опубликовано в «Проблемы критики», Джека Бурнхэма Artforum (январь 1971) 41; Перепечатано в «Шесть лет: дематериализация арт-объекта», Люси Липпард Нью-Йорк: Издательство Нью-Йоркского университета, 1979: 220—221.
- «Sanitation Manifesto! (1984).» The Act 2, no.1, (1990): 84-85.

Соавтор
- Юклс, Мирл Ладерман и Александра Шварц. «Беседа Мирл Ладерман Юклс с Александрой Шварц» в «Батлер, Корнелия и др. От концептуализма к феминизму: номера шоу Люси Липпард1969-1974» Лондон: Afterall, 2012.